# Peter Krause
Peter William Krause (Alexandria, 12 de agosto de 1965) é um ator e produtor estado-unidense indicado ao Emmy e Golden Globe Award e vencedor do Screen Actors Guild Award. Ele é talvez mais conhecido por seu papel como Nate Fisher no popular drama da HBO Six Feet Under e Nick George na comédia dramática na ABC, Dirty Sexy Money. Atualmente estrela a série 9-1-1 no canal Fox.

## Vida Pessoal

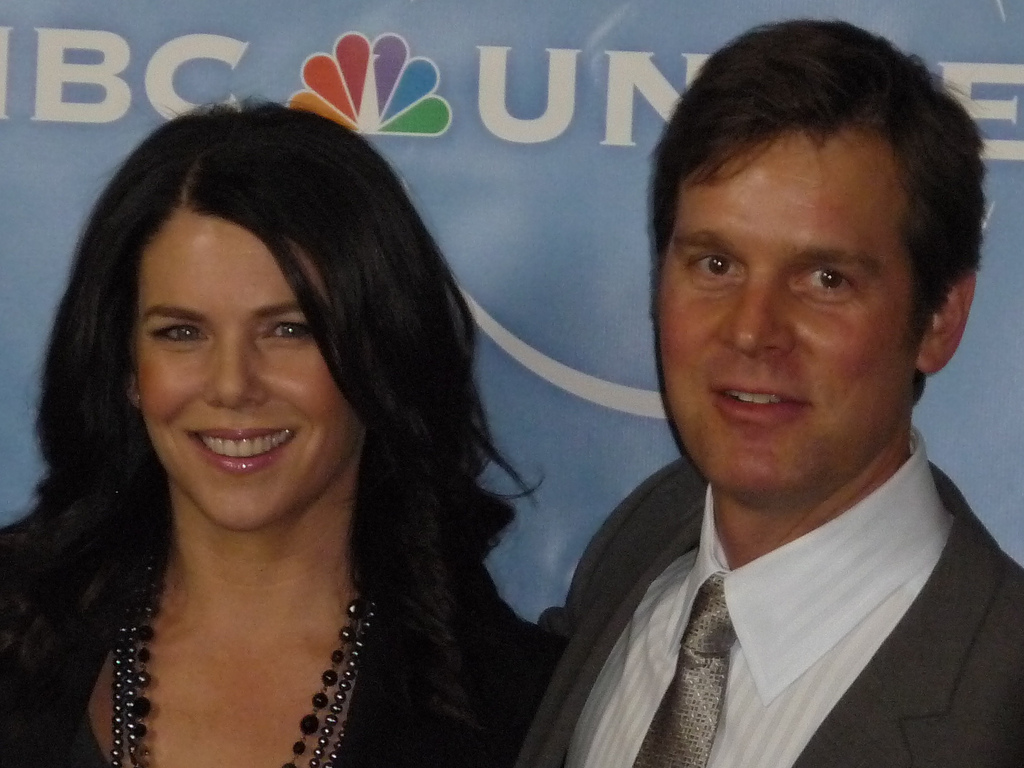
Peter Krause com a sua colega da série Parenthood e atual namorada, Lauren Graham.

Krause e a ex-namorada Christine King têm um filho, Roman, que nasceu em 2001. Desde 2010, Krause tem um relacionamento com a atriz Lauren Graham. Eles se conheceram em 1995, quando ambos apareceram na série Caroline in the City, então se tornaram um casal enquanto interpretavam irmão e irmã em Parenthood. Eles moram juntos em Los Angeles.

## Filmografia
Filmes
- 1987 - Blood Harvest - Scott
- 1996 - Lovelife - Tim
- 1998 - Melting Pot]] - Pedro Marine
- 1998 - The Truman Show - Lawrence
- 1998 - My Engagement Party - David Salsburg
- 2000 - It's a Shame About Ray - Mr. Hanks (Participação pequena)
- 2004 - We Don't Live Here Anymore - Hank Evans
- 2006 - Civic Duty - Terry Allen
- 2011 - Beastly - Rob Kingson
- 2016 - Night Owls - William Campbell
- 2018 - Saint Judy - Matthew

### Televisão
- 1990 - Carol & Company
- 1992 - Beverly Hills, 90210 - Jay Thurman - 3 episódios
- 1992 - Seinfeld - Tim - Episódio: "The Limo"
- 1994 - Ellen - Tim - Episódio: "The Hand That Robs the Cradle"
- 1995 - Caroline in the City- Peter Welmerling - Episódio: "Caroline and the Opera"
- 1995 - Brotherly Love - Tom - Episódio: "Double Date"
- 1995 - If  Not for You' - Elliot - 5 episódios
- 1995 - The Great Defender -  Crosby Caufield III - 8 episódios
- 1995–1997 - Cybill - Kevin Manning - 23 episódios
- 1996 - The Drew Carey Show - Tom - Episódio: "Drew Gets Motivated"
- 1997 - 3rd Rock from the Sun- Peter Connolly - Episódio: "A Friend in Dick"
- 1998 - Party of five - Daniel Musser - 3 episódios
- 1998–2000 - Sports Night - Casey McCall - 45 episódios
- 1998 - Style & Substance - Steve - Episódio: "Pilot"
- 2001–2005 - Six Feet Under - Nate Fisher
- 2006 - The Lost Room- Detective Joe Miller - 6 episodes
- 2007–2009 - Dirty Sexy Money - Nick George
- 2010–2015 - Parenthood - Adam Braverman
- 2016–2017 - The Catch - Benjamin Jones - 20 episódios
- 2016 - Gilmore Girls: A Year in the Life - 2° Guarda Florestal - Episódio: "Outono"
- 2018–presente - 9-1-1 - Bobby Nash